# Winagami Lake Provincial Park
Winagami Lake Provincial Park är en park i Kanada.   Den ligger i provinsen Alberta, i den centrala delen av landet, 3 100 km väster om huvudstaden Ottawa. Winagami Lake Provincial Park ligger 643 meter över havet.
Terrängen runt Winagami Lake Provincial Park är platt. Trakten runt Winagami Lake Provincial Park är nära nog obefolkad, med mindre än två invånare per kvadratkilometer.. Närmaste större samhälle är McLennan, 17,3 km väster om Winagami Lake Provincial Park.
I omgivningarna runt Winagami Lake Provincial Park växer i huvudsak blandskog.